# C’est dans l’air (live)
«C’est dans l’air (live)» (рус. Это витает в воздухе) — первый сингл с альбома N°5 On Tour французской певицы Милен Фармер.
Данная версия песни была записана на концертах Тура-2009 и, вместе с одноимённым клипом, вышла на промоизданиях в конце ноября 2009 года. Ремикс «C’est dans l’air — Tiësto Remix» был выпущен на отдельном диске, а позднее исполнялся Тиесто в ходе его выступлений с Kaleidoscope World Tour.

## История сингла
После того, как в сентябре 2009 года был анонсирован выход концертного альбома «№5 On Tour», начали появляться первые слухи о том, какой песне суждено стать его первым синглом. 19 октября появилась неподтвержденная информация, что сингл выйдет 30 ноября; и, в итоге, эти данные оказались верными. Сведений о названии песни по-прежнему не было.
Наконец, 28 октября из "надежного источника" в интернете прозвучала информация, что синглом станет «Libertine (live)». Этот слух был быстро растиражирован на фан-сайтах Милен Фармер и в музыкальной прессе, но, спустя пару недель, он был опровергнут тем же источником. Одновременно с этим, появились новые варианты даты выпуска сингла, что привело к ещё большей путанице. Появились даже слухи о том, что синглов с «№5 On Tour» выпущено не будет. Все они были развеяны официальным сообщением, 26 ноября 2009 года, согласно которому, новым синглом становилась песня «C'est dans l'air (live)». Уже на следующий день эксклюзивная премьера клипа прошла в интернете, а 30 ноября песня была разослана на радиостанции.
Позднее, было выпущено несколько промоизданий «C'est dans l'air (live)». Коммерческих выпусков этого сингла нет.

## Музыкальный клип
Клип «C'est dans l'air (live)» был снят режиссёром Франсуа Хансом на концертах Милен Фармер 11 и 12 сентября 2009 года в Париже, но в его окончательную версию также вошли несколько фрагментов, снятых на июньском выступлении Фармер в Лионе. Динамичное видео показывает концертное исполнение «C'est dans l'air». Милен носит кожаный сюртук и длинные черные сапоги, созданные модельером Жан-Полем Готье.
Видео получило хорошие отзывы от критиков. Сайт purepeople.com назвал его «гениальным» и «потрясающим»,, а автор статьи интернет-журнала «Fasion Road» обращает внимание на «модный» костюм певицы.
Во Франции клип был показан по каналам M6, W9, Virgin17, MCM и др., а также (несколько раз) по TF1.

## Ремикс Тиесто
30 ноября 2009 года, вместе с концертной версией песни, на промоносителях вышел «C'est dans l'air — Tiësto Remix». Это первый опыт сотрудничества Милен Фармер и Тиесто, хотя с диджеями мирового уровня певица работала и прежде (например, с Полом Окенфолдом в 2003 или с Мартином Солвейгом в 2008). Трек был дважды переиздан и вошёл в Топ50 клубной музыки во Франции. При его создании за основу была взята альбомная версия «C'est dans l'air». Существует два варианта этого ремикса: радиоверсия и гораздо более длинный трек продолжительностью почти 10 минут.
«C'est dans l'air — Tiësto Remix» вошёл в сет-лист концертного тура Тиесто Kaleidoscope World Tour.

## Издания и трек-листы

### Издания
Имеются лишь промоиздания этого сингла, которые распространялись по клубам и радиостанциям.
- CD, 1 трек (промо)
- CD Remix , 1 трек (промо)
- CD Tiësto Remix, первое издание, 1 трек (промо)
- CD Tiësto Remix, второе издание, 6 треков (промо)
- MP3, 1 трек (промо)
- MP3 Remix, 1 трек (промо)

### Трек-листы сингла
- CD, 1 трек, промоиздание

| №  | Название                               | Длительность |
| -- | -------------------------------------- | ------------ |
| 1. | «C'est dans l'air (Live)» (Radio Edit) | 3:49         |

- CD Remix, 1 трек, промоиздание

| №  | Название                                          | Длительность |
| -- | ------------------------------------------------- | ------------ |
| 1. | «C'est dans l'air (Remix by Tiësto)» (Radio Edit) | 4:18         |

- CD Tiësto Remix, 1 трек, промоиздание

| №  | Название                             | Длительность |
| -- | ------------------------------------ | ------------ |
| 1. | «C'est dans l'air Tiësto Remix»      | 9:51         |
| 2. | «C'est dans l'air (live)»            | 6:08         |
| 3. | «C'est dans l'air Extended Club Mix» | 5:30         |
| 4. | «C'est dans l'air Greg B Dance Mix»  | 5:10         |
| 5. | «C'est dans l'air Greg B Remix»      | 6:00         |
| 6. | «C'est dans l'air House Club Remix»  | 6:30         |

Примечание: на поверхности диска указаны 6 треков, но фактически находится только один. Ошибка исправлена в переиздании.
- CD Tiësto Remix, 6 треков, промоиздание

| №  | Название                             | Длительность |
| -- | ------------------------------------ | ------------ |
| 1. | «C'est dans l'air Tiësto Remix»      | 9:51         |
| 2. | «C'est dans l'air (live)»            | 6:08         |
| 3. | «C'est dans l'air Extended Club Mix» | 5:30         |
| 4. | «C'est dans l'air Greg B Dance Mix»  | 5:10         |
| 5. | «C'est dans l'air Greg B Remix»      | 6:00         |
| 6. | «C'est dans l'air House Club Remix»  | 6:30         |

- MP3, 1 трек, промоиздание

| №  | Название                               | Длительность |
| -- | -------------------------------------- | ------------ |
| 1. | «C'est dans l'air (Live)» (Radio Edit) | 3:49         |

- MP3 Remix, 1 трек, промоиздание

| №  | Название                                          | Длительность |
| -- | ------------------------------------------------- | ------------ |
| 1. | «C'est dans l'air (Remix by Tiësto)» (Radio Edit) | 4:18         |

## Создатели
- Mylène Farmer — текст
- Laurent Boutonnat — музыка
- Isiaka — издательство
- Polydor — лейбл звукозаписи
- Nathalie Delépine — фото обложки
- Henry Neu — дизайн[1]

## Положение в чартах
| Рейтинг клипов        | Высшее место |
| --------------------- | ------------ |
| Франция (Muzicast TV) | 44           |

| Рейтинг клубных треков   | Высшее место |
| ------------------------ | ------------ |
| Франция (Muzicast Clubs) | 48           |